# MTU Aero Engines
MTU Aero Engines (originalment BMW Flugmotorenbau i posteriorment MAN Turbo) és una empresa alemanya que cotitza a l'índex MDAX i se centra en el disseny i la producció d'elements de propulsió aeronàutica.
Duu a terme part de la seva feina en consorcis, fet que li permet participar en projectes clau del món aeronàutic i aeroespacial. Entre els productes que fabrica, hi ha els motors de reacció dels Panavia Tornado i els Eurofighter Typhoon, les turbohèlices que porta l'Airbus A400M i el motor MTR 390 de l'Eurocopter Tiger.